# DN22G
DN22G este un drum național de 5 km: Acesta constituie centura de municipiului Tulcea. Leagă vestul orașului(ieșirea spre Galați) de sudul orașului( ieșirea spre Constanța), deci acest drum de centură este centura sud-vestică a acestui municipiu. Este un drum intens circulat de autoturisme de mare tonaj.